# Tomášovce (Rimavská Sobota)
Tomášovce es un municipio del distrito de Rimavská Sobota en la región de Banská Bystrica, Eslovaquia, con una población estimada a final del año 2024 de 248 habitantes.
Se encuentra ubicado al este de la región, en la cuenca hidrográfica del río Sajó —un afluente derecho del río Tisza— y cerca de la frontera con la región de Košice y con Hungría.

## Demografía
| Año        | 1994 | 2004    | 2014    | 2024     |
| ---------- | ---- | ------- | ------- | -------- |
| Población  | 221  | 199     | 204     | 248      |
| Diferencia |      | −9,95 % | +2,51 % | +21,56 % |

| Año        | 2023 | 2024     |
| ---------- | ---- | -------- |
| Población  | 221  | 248      |
| Diferencia |      | +12,21 % |